# Kayupovaïta
La kayupovaïta és un mineral de la classe dels silicats.

## Característiques
La kayupovaïta és un fil·losilicat de fórmula química Na₂Mn₁₀[(Si₁₄Al₂)O₃₈(OH)₈]·7H₂O. Va ser aprovada com a espècie vàlida per l'Associació Mineralògica Internacional l'any 2022, i encara resta pendent de publicació. Cristal·litza en el sistema monoclínic. És l'anàleg amb sodi dominant de la bannisterita.
L'exemplar que va servir per a determinar l'espècie, el que es coneix com a material tipus, es troba conservat a les col·leccions del museu mineralògic de la Universitat Estatal de Sant Petersburg (Rússia), amb el número de catàleg: ml de 458.

## Formació i jaciments
Va ser descoberta al dipòsit d'Ushkatyn Núm. 3, un dipòsit de ferro, manganès, plom, zinc i bari que es troba a la localitat de Zhayrem, a Karazhal (Província de Kharagandí, Kazakhstan), sent aquest l'únic indret de tot el planeta on ha estat descrita aquesta espècie mineral.